# Aextoxicon punctatum

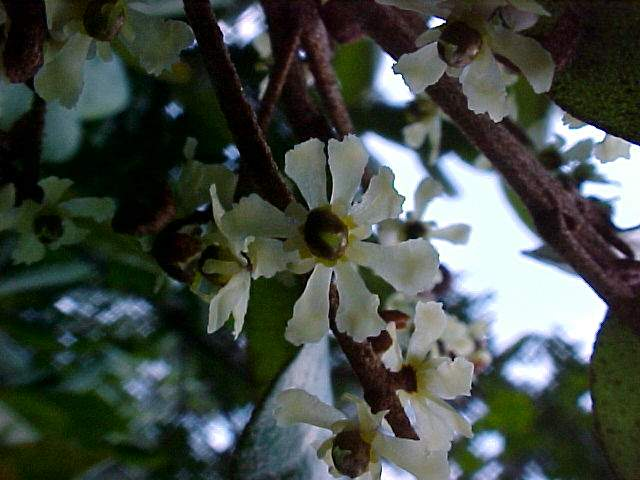
Weibliche Blüte

Aextoxicon punctatum ist die einzige Pflanzenart der monotypischen Gattung Aextoxicon, der einzigen Gattung der Familie der Aextoxicaceae innerhalb der kleinen Ordnung der Berberidopsidales. In Chile heißt diese Art Olivillo, Tique, Teque, Palo muerto oder Aceitunillo.

## Vorkommen
Von dieser häufigen Art gibt es nur Vorkommen in Zentral- und Südchile in den Regionen IV bis X. Dort wächst sie in der Küstenkordillere im Valdivianischen Regenwald (Tique-Wald) und im Subantarktischen Wald. Im Tique-Wald ist es die wichtigste Baumart.

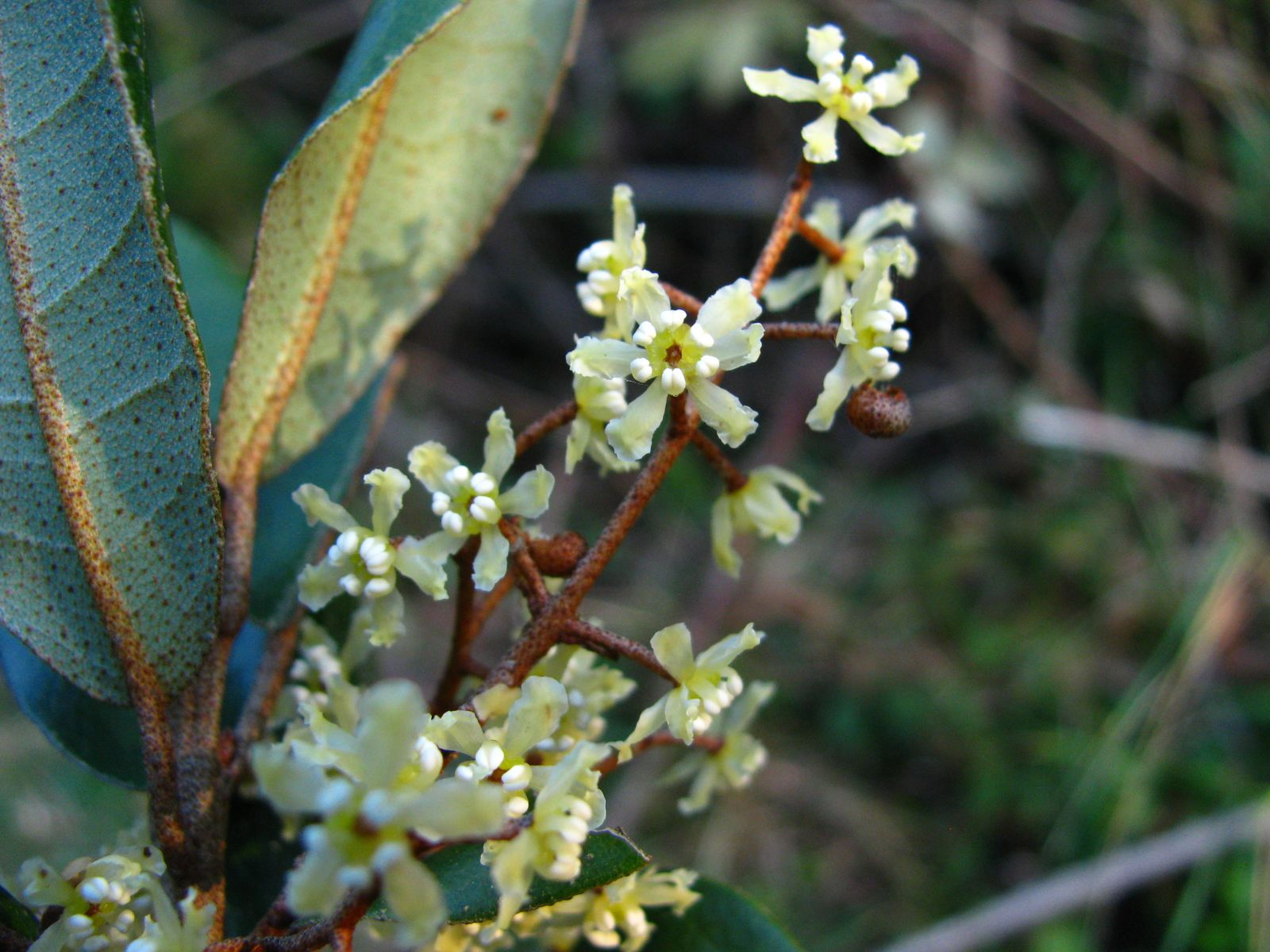
Männliche Blüten von Aextoxicon punctatum

## Beschreibung
Aextoxicon punctatum ist ein immergrüner Baum der Wuchshöhen von 15 bis über 30 Meter und Stammdurchmesser von über 0,80 Meter erreicht. Die glatte Borke ist gräulich. 
Die wechselständig bis fast gegenständig an den schuppig-schorfigen Zweigen angeordneten, 0,5 bis 1,5 cm lang gestielten Laubblätter sind einfach. Der bräunlich-schuppige Blattstiel setzt teils knapp schildförmig an. Die ledrige, spitze bis stumpfe oder abgerundete, ganzrandige, eiförmige bis verkehrt-eiförmige Blattspreite ist 5 bis 9 cm lang und 2 bis 4 cm breit. Die rauen Spreiten sind beidseits bräunlich gepunktet, schuppig-schorfig, unterseits fahlgrün und oberseits dunkelgrün. Die knapp umgebogenen Blattränder sind ganz. Die Nebenblätter fehlen.
Die Art ist zweihäusig getrenntgeschlechtig (diözisch). Die kurzen, schuppig-schorfigen und traubige Blütenstände stehen in den Blattachseln, wobei die weiblichen Blütenstände viel kürzer sind als die männlichen. Die Blütenknospen sind von einer schuppig-schorfigen Kalyptra (Deckblätter; auch als Sepalen gedeutet) bedeckt. Die kleinen, funktionell eingeschlechtigen, radiärsymmetrischen Blüten sind fünfzählig und besitzen ein doppeltes Perianth. Es sind fünf freie, rundliche, dachige und abfallende Kelchblätter vorhanden. Die fünf freien, weißlichen und schmalen, spatelförmigen Kronblätter sind genagelt. Ein gelappter Diskus ist vorhanden. In den männlichen Blüten sind fünf freie, fertile Staubblätter und fünf Staminodien vorhanden. Die weiblichen Blüten enthalten Staminodien und ein Fruchtblatt in einem oberständigen, schuppig-schorfigen Stempel, mit einem sehr kurzen Griffel und zwei Narbenlappen.
Die schwarz-blauen, oft „bereiften“, eiförmigen bis ellipsoiden, ledrigen und einsamigen Steinfrüchte sind 1 bis 1,2 cm lang und 0,6 bis 0,7 cm breit; sie sehen Oliven ähnlich, daher einer der spanischen Trivialnamen Olivillo.
Die Chromosomenzahl beträgt 2n = 32.

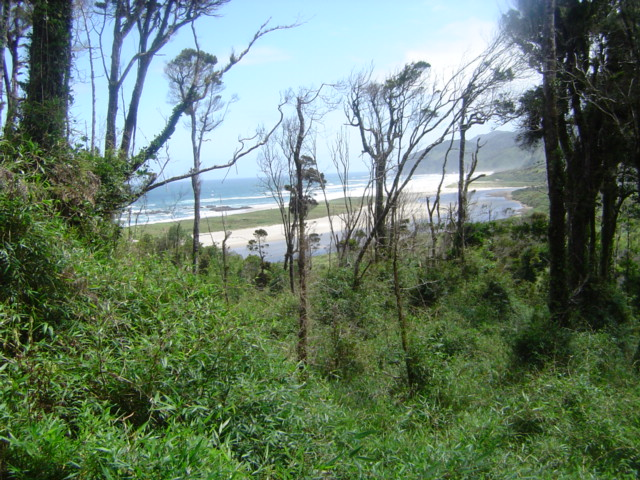
Das Habitat im Chiloé-Nationalpark bei Abtao

## Systematik
Diese Art gehörte früher zur Familie der Euphorbiaceae oder die Familie der Aextoxicaceae zu den Celastrales.
In der Familie der Aextoxicaceae gibt es nur eine monotypische Gattung, Aextoxicon Ruiz & Pav., mit der einzigen Art Aextoxicon punctatum Ruiz & Pav.

## Verwendung
Das Holz ist mittelschwer und recht beständig. Es ist bekannt als Olivenholz oder Olivillo.